# Elea Eluanda
Elea Eluanda ist eine Kinderhörspielreihe aus der Feder von Elfie Donnelly und 2003 erstmals bei der Kiddinx Media GmbH erschienen. In der Serie werden Themen wie Inklusion, Integration, Freundschaft, Trauer und Zusammenhalt kindgerecht behandelt.
Zwischen 2009 und 2016 wurden keine neuen Hörspiele von Elea Eluanda veröffentlicht. Am 31. Dezember 2011 sind alle Nutzungsrechte an die Autorin Elfie Donnelly zurückgefallen. Ende 2016 erschienen beim Label Zauberstern Records 3 neue Folgen. Auch Geschichten, die ursprünglich von Kiddinx produziert wurden, wurden neu aufgearbeitet. Doch bereits 2017 endete die Zusammenarbeit aufgrund kreativer Differenzen. Die angekündigten Episoden 4 bis 6 hat Zauberstern Records zwar aufgenommen, jedoch nicht mehr produziert.
Am 25. September 2019 kündigte Elfie Donnelly auf ihrem Facebook-Account an, dass Elea Eluanda neu produziert werde. Seit dem 8. März 2024 setzt Kiddinx die Geschichte mit insgesamt 25 überarbeiteten Folgen fort, gefolgt von neuen Episoden, die das Universum von Elea Eluanda erweitern sollen. Bereits im Februar 2024 wurde eine MP3 mit der arambolischen Hymne veröffentlicht, seit dem 8. März 2024 werden auch Folgen veröffentlicht.

## Inhalt
Im Mittelpunkt des Geschehens steht das querschnittsgelähmte Mädchen Elea Mischnik, welches, gemeinsam mit ihren Freunden und der lustigen Tröster-Eule Ezechiel, spannende Abenteuer erlebt. Elea ist gleichzeitig in zwei Welten zu Hause. Zum einen muss sie ihr normales Teenie-Leben im kleinen Städtchen Altenberg meistern. Und zum anderen wird sie regelmäßig von ihrer Tröstereule Ezechiel in das fantastische Land Arambolien geführt. Dort hält man sie nicht nur für eine Prinzessin, sondern man trifft dort auch fast identische Kopien sämtlicher Bewohner von Altenberg. Des Weiteren wird dort die Fantasiesprache Arambolisch gesprochen. So heißt beispielsweise „Bis bald“ auf arambolisch „Aramba cholé“.

## Charaktere
Elea Mischnik / Prinzessin Elea Eluanda von Arambolien
Elea ist 13 Jahre alt und hat durch einen Autounfall ihren Vater und ihre Mutter verloren. Sie selbst benutzt seit dieser Tragödie einen Rollstuhl. Nach dem Tod ihrer Eltern erbte Elea deren Haus mitsamt der im Erdgeschoss befindlichen Buchhandlung „Die Vierte Welt“. Der Laden befindet sich in dem kleinen Städtchen Altenberg. Elea besucht die Internatsschule Schloss Altenberg. Bei einem gemeinsamen Ausflug mit ihrer Freundin Biggi (bzw. Bibi Blocksberg) in das geheimnisvolle Höhlen-Labyrinth von Altenberg entdeckt Elea die sagenumwobenen Tröster-Eulen in Form von Steinskulpturen. Kurz darauf hat Elea eine Vision ihrer verstorbenen Eltern, die ihr Mut machen nicht aufzugeben. Zum Abschied schenken sie ihr eine kleine Eulenstatue. Als diese jedoch zu Bruch geht, kommt der kleine Tröster Ezechiel zum Vorschein, welcher fortan Eleas ständiger Freund und Begleiter ist.
Tröstereule Ezechiel bzw. Zechi
Eine Tröster-Eule ist ein blaues Geschöpf aus einer Art Parallelwelt namens Arambolien, das traurige Menschen aufmuntert und beim Schütteln blauen Eulenstaub verliert. Ezechiel glaubt, Elea sei Prinzessin Elea Eluanda von Arambolien. Er besitzt einen Universator, einer Art Mini-Computer, mit dem er die Wirklichkeit verändern kann. Mit ihm versucht er, Elea zu helfen. Außerdem verfügt er über magischen Eulenstaub, der ihm die Fähigkeit gibt, Elea nach Arambolien zu führen. In diesem Land ist Elea nicht auf ihren Rollstuhl angewiesen, sie erlebt fantastische Abenteuer und trifft skurrile Fabelwesen.
Ravi Rajagopala / Prinz Ravi Ratschput
Ravi ist in Berlin geboren. Seine Eltern, die ursprünglich aus Indien kommen, sind nach Altenberg gezogen, um dort ihr indisches Restaurant Taj Mahal zu eröffnen. Ravi ist ein ruhiger und besonnener Junge. Er spielt gerne Cello und Basketball. Zwischen ihm und Elea entsteht schnell eine enge Bindung, die oftmals über eine normale Freundschaft hinauszugehen scheint. Ravi ist auch der einzige, der Elea und Ezechiel nach Arambolien begleiten darf. Dort ist er ein Prinz und heißt Ravi Ratschput. Er hat eine Cousine namens Jamuna, auf die Elea zunächst eifersüchtig reagiert, mit der sie sich allerdings später anfreundet.
Lissy Mischnik / Hofbibliothekarin Tilla
Nach dem Tod von Herrn und Frau Mischnik hat Eleas Tante, Lissy Mischnik, die Pflegschaft für ihre Nichte übernommen. Sie ist sehr fürsorglich und verständnisvoll gegenüber Elea. Da diese jedoch noch nicht geschäftsfähig ist, übernimmt Lissy die Leitung der Buchhandlung und ist damit manchmal ein wenig überfordert. In Arambolien heißt Lissy Tilla und ist Hofbibliothekarin.
Prof. Dr. Dr. Quirin Bartels / Prof. Kiribati
Bartels ist Eleas unbeliebter Klassenlehrer und gleichzeitig der Schuldirektor von Schloss Altenberg. In seiner Freizeit agiert er als ehrgeiziger Hobbyerfinder. Allerdings sind seine Erfindungen so gut wie nie von Erfolg gekrönt. Darum ist er hinter Ezechiels Eulenstaub her. Mit dessen magischen Kräften will er seine stets missglückten Apparaturen funktionstüchtig machen. Deshalb versucht er regelmäßig Ezechiel zu entführen, um durch ihn an den heißersehnten Eulenstaub zu gelangen. Außerdem hat er ein Auge auf Tante Lissy geworfen und ist daher Dauerkunde in der Buchhandlung. Auch in Arambolien bleibt Elea vor Bartels nicht verschont, denn dort existiert ein Abbild von ihm, in Form des intriganten Hoflehrers Kiribati.
Otto Koppnik bzw. Opi Kopi / Hofkoch Kucinopi
Otto Koppnik ist ein guter Freund von Elea und wird von ihr liebevoll Opi Kopi genannt. Da Elea keine Großeltern mehr hat, ist Koppnik für sie eine Art „Ersatz-Opa“. Er ist immer für Elea da und steht ihr mit Rat und Tat zu Seite. Hin und wieder hilft er Tante Lissy in der Buchhandlung aus, wobei er nicht selten auf seinen alten Schulfreund Quirin Bartels trifft, mit welchem er seit Jahren zerstritten ist. Opi Kopi hat eine humorvolle Ex-Frau. Sie heißt Berta Koppnik und wird Oma Koma genannt. Auch Opi Kopi besitzt ein Abbild in Arambolien. Man kennt ihn dort als Hofkoch Kucinopi.
Tessa
Tessa ist eine ehemalige Freundin von Elea. Sie empfindet Abneigung gegenüber Elea, seitdem diese im Rollstuhl sitzt, und macht ihr das Lebens schwer. Sie ist der Spross einer reichen Familie und scheut sich nicht, damit permanent anzugeben. In Arambolien ist Tessa als die schöne Sängerin Tessara bekannt.
Rosa König
Rosa ist Eleas beste Freundin. Ihr Vater leitet ein gutgehendes Fastfood-Restaurant, in welchem Rosa die beste Kundin ist. Sie leidet an Übergewicht und wird deswegen oft von ihren Mitschülern Tessa und Oliver Süderbeck geärgert. Allerdings bemüht sie sich Diäten einzuhalten.
Uhu Uhuvitch
Uhuvitch ist Ezechiels weiser und gestrenger Lehrmeister. Da Ezechiel des Öfteren für Chaos sorgt, sieht Uhuvitch sich regelmäßig genötigt, ihn an seine Pflichten als Tröstereule zu erinnern. Elea und Ravi steht er jederzeit mit Rat und Tat zur Seite.

## Sprecher
| Figur                              | Sprecher Kiddinx     | Sprecher Zauberstern Records |
| ---------------------------------- | -------------------- | ---------------------------- |
| Elea Mischnik / Elea Eluanda       | Giuliana Jakobeit    | Giuliana Jakobeit            |
| Ravi Rajagopala / Ravi Ratschput   | Tobias Müller        | Tobias Müller                |
| Ezechiel / Zechy, die Tröstereule  | Gerrit Schmidt-Foß   | Gerrit Schmidt-Foß           |
| Tante Lissy / Tilla *              | Heidrun Bartholomäus | Victoria Sturm               |
| Quirin Bartels / Kiribati          | Peter Groeger        | Udo Schenk                   |
| Opi Kopi (Otto Koppnik) / Kucinopi | Helmut Krauss        | Helmut Krauss                |
| Oliver Süderbeck                   | Norman Matt          |                              |
| Rosa König                         | Uschi Hugo           | Uschi Hugo                   |
| Uhu Uhuvitch                       | Horst Lampe          | Bert Stevens                 |
| Oma Koma                           | Gertie Honeck        | (noch nicht bekannt)         |
| Wachtmeister Selig                 | Jörg Döring          | Dirk Hardegen                |
| Tessa / Die schöne Tessara         | Bianca Krahl         | Vera Bunk                    |
| Erzähler                           | Lutz Mackensy        | Till Hagen                   |

*In dem 2003 erschienenen Bibi-Blocksberg-Hörspiel (#78) Bibi Blocksberg und Elea Eluanda spricht Ulrike Stürzbecher die Rolle der Tante Lissy.

## Episoden
2003 bis 2009 erschienen bei Kiddinx folgende Episoden:
| 1. Der Elefantengott 2. Allein zu Hause 3. Der Blick in die Zukunft 4. Arambolien in Gefahr 5. Zechy in Not 6. Durch dick und dünn 7. Sternzeichen Tröstereule 8. Opi Kopi hat Geburtstag 9. Das magische Puzzle 10. Überraschung aus Indien | 1. Zechy verliebt sich 2. Ferien am wilden Fluss 3. Weihnachten in Arambolien 4. Einhorn auf Abwegen 5. Das Pendel von Tortona 6. Der venezianische Spiegel 7. Das arambolische Kochbuch 8. Die Tröstereulenprüfung 9. Hilfe fürs Taj Mahal 10. Schachmatt in Arambolien | 1. Abenteuer in Frankreich 2. Die verschwundenen Worte 3. Achtung, Pickelalarm! 4. Das kranke Einhorn 5. Freitag, der 13. 6. Zechy in der Krise |

Bei Zauberstern Records sind seit Herbst 2016 folgende Episoden erschienen:
1. Das Labyrinth der blauen Eulen
2. Der Elefantengott
3. Ezechiel, die Weihnachtseule

Die folgenden Episoden wurden zwar aufgenommen, sind aber wegen kreativer Differenzen mit dem Lizenzgeber nicht erschienen:
1. Arambolien in Gefahr
2. Zechy und die Euleneier
3. Durch dick und dünn

Seit 2024 bei Kiddinx erschienen in überarbeiteter und ergänzter Form:
| 1. Der Elefantengott 2. Allein zu Hause 3. Der Blick in die Zukunft 4. Arambolien in Gefahr 5. Zechy in Not 6. Sternzeichen Tröstereule 7. Opi Kopi hat Geburtstag 8. Das magische Puzzle 9. Überraschung aus Indien 10. Zechy verliebt sich | 1. Ferien am wilden Fluss 2. Einhorn auf Abwegen 3. Weihnachten in Arambolien 4. Das Pendel von Tortona 5. Der venezianische Spiegel 6. Das arambolische Kochbuch 7. Die Tröstereulenprüfung 8. Hilfe fürs Taj Mahal 9. Schachmatt in Arambolien |

## Serienuniversum
Die Figur Elea tritt in zwei Crossovers zur Reihe Bibi Blocksberg als eine der Hauptrollen auf. Der zweite Realfilm um die kleine Hexe, Bibi Blocksberg und das Geheimnis der blauen Eulen von 2004, in dem Ezechiels Geburt gezeigt wird, und die Hörspiel‑Folge 78, Bibi Blocksberg und Elea Eluanda, von 2003 spielen chronologisch vor Beginn der Serie Elea Eluanda, die sich somit ein Serienuniversum mit den Serien Bibi Blocksberg, Bibi und Tina, Benjamin Blümchen und Kira Kolumna teilt.

## Musik-CD
2006 erschien eine CD/MC mit dem Titel Extraprima Hits. Darauf befinden sich – neben neuen Liedern – auch die aus der Serie bekannten Stücke Amor lovi (Liebeslied aus Überraschung aus Indien), Burzeldayo-Songini (Geburtstagslied aus Opi Kopi hat Geburtstag) und die arambolische Nationalhymne. Das Titellied, das in der ersten Kiddinx-Serie von Judith Lefeber gesungen wurde, ist lediglich als Karaoke-Version zu hören.

## Auszeichnungen
- Deutschland: Goldene Schallplatte[2]
  - 8× Gold

## Computerspiele
Im Jahr 2003 veröffentlichte Kiddinx Entertainment das Computerspiel Mission Eulenstaub als CD-ROM für Windows 98/2000/ME/XP und MacOS 9. 2004 folgte das Spiel Das verschwundene Tröstereulenbuch.